# Hurst (North Yorkshire)
Hurst – osada w Anglii, w hrabstwie North Yorkshire, w dystrykcie (unitary authority) North Yorkshire. Leży 76 km na północny zachód od miasta York i 345 km na północ od Londynu.